# 仏像構造線

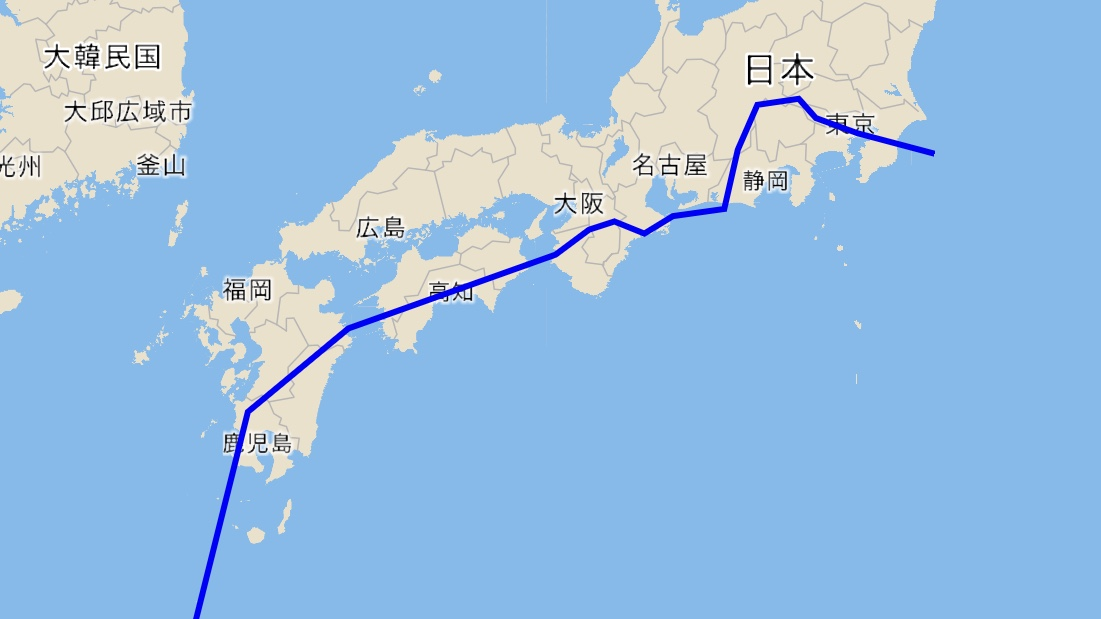
■ おおよその構造線の位置

仏像構造線（ぶつぞうこうぞうせん、Butsuzo Tectonic Line）は、日本の南西部において北東から南西の方向に連なる断層である。1931年、小林貞一が高知県高岡郡戸波村（現 土佐市西部）にある地名「仏像（仏像地区の位置/地図）」にちなんで仏像-糸川構造線と命名し、後に仏像線あるいは仏像構造線と呼ばれるようになった。地質学においてはしばしばBTLと略記される。

## 概要
北側の古い地層である秩父帯または三宝山帯と、南側の新しい地層である四万十層群北帯との境界をなしており、犬吠埼付近に始まり中央構造線の南側に沿うようにして南西日本を縦断し南西諸島にまで続いている。白亜紀後期から古第三紀の間に活動した逆断層であり、秩父帯または三宝山帯が四万十帯の上に乗り上げるような構造となっている。断層の変位は最大で100キロメートルにもなる。

## 詳細

### 関東地方
犬吠埼東方の棚倉構造線を起点とし、房総半島および東京湾を横断しおおむね多摩川に沿って北西方向へ伸び甲武信ヶ岳付近に至る。

### 中部地方
八ヶ岳付近を抜け諏訪盆地南東部で糸魚川静岡構造線を横切り、釜無渓谷（釜無川）に沿って南下する。赤石山脈の中央部を縦断し天竜川沿いに南下して遠州灘に抜ける。

### 近畿地方
志摩半島の生浦湾付近から紀伊山地を縦断し由良港付近から紀伊水道に抜ける。紀伊山地中央部は不明瞭となっている。

### 四国
橘湾付近から上陸し四国山地東部を越えて香長平野（高知平野）に至る。浦戸湾を横断し名前の由来となった高知県土佐市市野々仏像を経て四国山地西部を越えて宇和島湾から豊後水道に抜ける。

### 九州
九州においては橋本勇によって大阪間構造線あるいは牛ノ浜構造線と名付けられた断層が仏像構造線の延長に相当する。佐伯湾北部から九州山地に入り、番匠川に沿って南西へ進み傾山と大崩山の間を通り、日之影町と高千穂町の境界付近で五ヶ瀬川を横切る。石楠花越、仰烏帽子山を越えて球泉洞付近で球磨川を横切り、米ノ津付近で八代海をかすめる。出水平野西部を横切り出水山地の西縁をなぞるようにして南方向に屈曲する。この屈曲構造は「北薩の屈曲」と呼ばれており、日本海と沖縄トラフの拡大によって構造線が折り曲げられたことを示している。川内平野を横切り吹上浜北部から海を越え野間岬の先端部をわずかにかすめ東シナ海に抜ける。

### 南西諸島
奄美大島のほぼ中央部を南北に横断する。沖縄島北部西岸沿いを通り本部半島南東部を横切り名護湾に抜ける。慶良間諸島付近が終点と考えられている。